# Часник крапчастий
Часник крапчастий, цибуля крапчаста  (Allium guttatum) — вид трав'янистих рослин родини амарилісові (Amaryllidaceae), поширений у Східному Середземномор'ї й Причорномор'ї.

## Опис

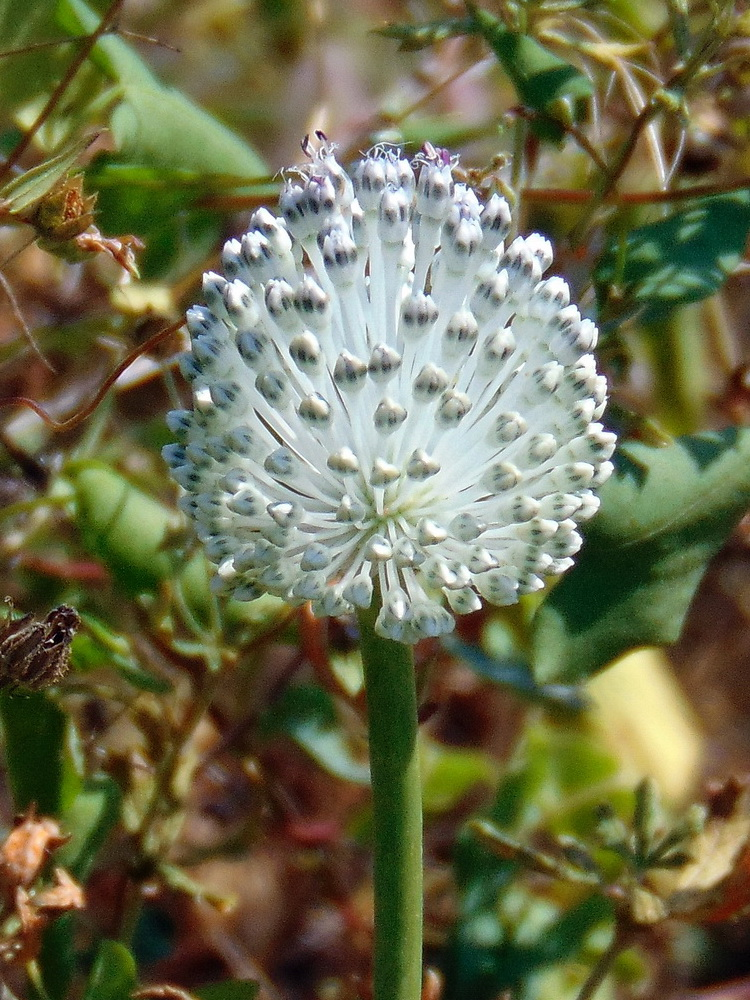
Суцвіття

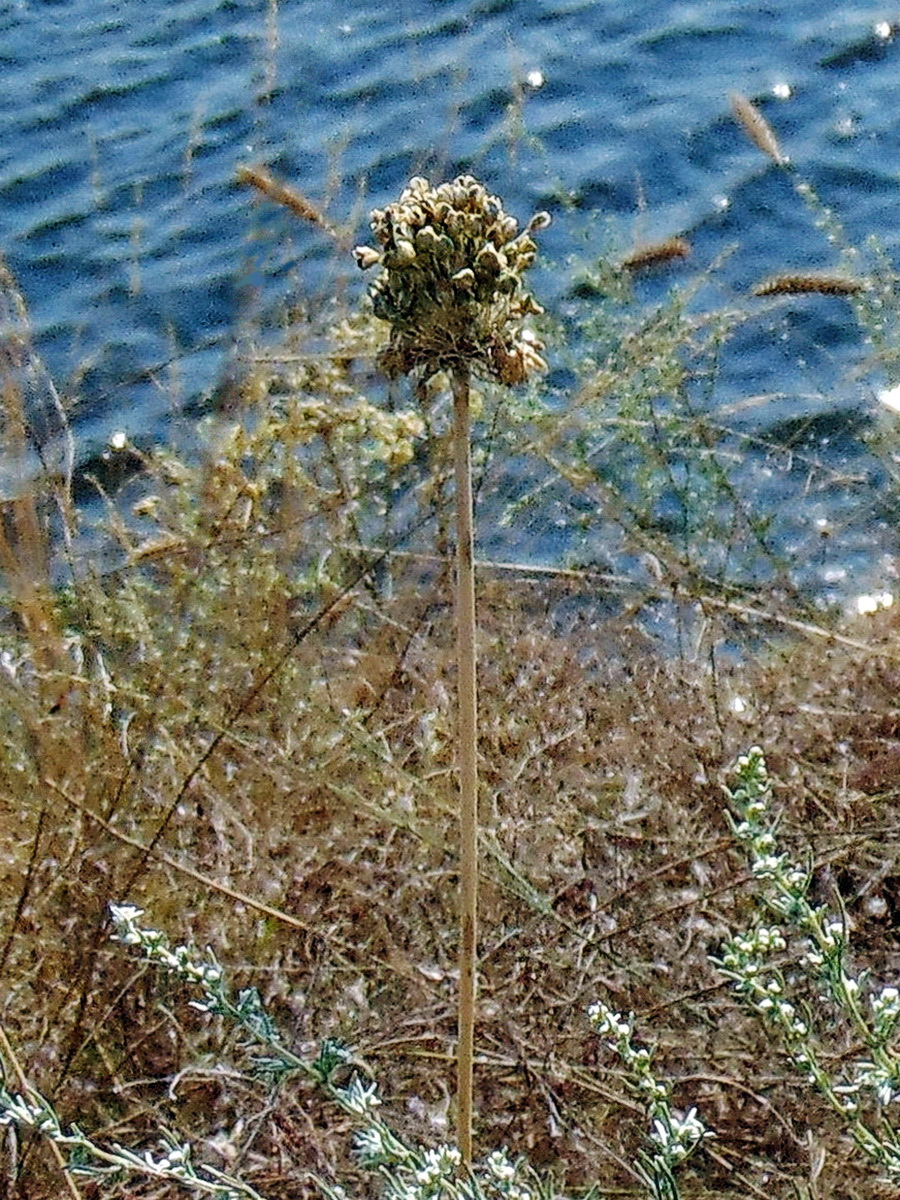
На стадії плодоношення

Багаторічна трав'яниста цибулинна рослина  заввишки 30—80 см. Цибулина яйцеподібна, 1—1,5 см завтовшки, з буруватими перетинчастими зовнішніми оболонками, розщепленими потім зверху на паралельні волокна. Стебло циліндричне, тонке, безлисте, до половини обгорнуте піхвами прикореневих листків, що виходять із цибулини. Листків 3—4, дудчастих, коротших від стебла, з гладенькими піхвами і шорсткими ниткоподібними півциліндричними жолобчастими пластинками, 1,5—3 мм завширшки.
Покривало приблизно однієї довжини з суцвіттям, перетинчасте, одностульчасте, яйцеподібне, різко загострене в довгий зелений носик, швидко опадає. Суцвіття густе, багатоквіткове, кулясте або яйцеподібне, рідше півкулясте. Квітконіжки тонкі, неоднакові — серединні вдвоє-втроє довші, ніж зовнішні; зовнішні при  основі з довгими біло-плівчастими прицвітками. Оцвітина проста, вузькодзвоникувата, маленька, близько 2,5 мм завдовжки. Пелюстки білуваті, з фіолетовою або коричневою плямочкою посередині, тупі, гладенькі; зовнішні — еліптично-довгасті, з кілем на спинці; внутрішні — довгасто-лопатчасті, трохи довші від зовнішніх. Тичинок шість, їх нитки на 1/4 довші від оцвітини; зовнішні — шилоподібні, суцільні; внутрішні — дуже широкі, внизу ширші, ніж листочки оцвітини, зверху з трьома вузькими зубцями, з яких середній несе пиляк, прикріплений до нитки спинкою. Маточка із тригніздною зав'яззю, ниткоподібним стовпчиком і маленькою головчастою, злегка трилопатевою приймочкою; насінних зачатків у кожному гнізді по два. Плід – майже куляста, трилопатева коробочка; лопаті коробочки широкоеліптичні, вузько виїмчасті. Насіння чорне, гранчасте, більш-менш сплющене.
Цвіте в червні — липні. Запилення здійснюється за допомогою комах (ентомофілія). Плодоношення відбувається в липні — серпні. Насіння поширюється завдяки пружним плодоніжкам при поштовхах, тому за типом розселення діаспор рослину відносять до балістів.

## Поширення
Європа: Португалія, Іспанія, Франція, Італія, Мальта, Албанія, Колишня Югославія, Болгарія, Греція, Румунія, Україна; Північна Африка: Алжир, Лівія, Марокко; Азія: Туреччина, Кіпр.
В Україні поширений на півдні Степу, на островах і косах Причорномор'я та Приазов'я. 

## Екологія

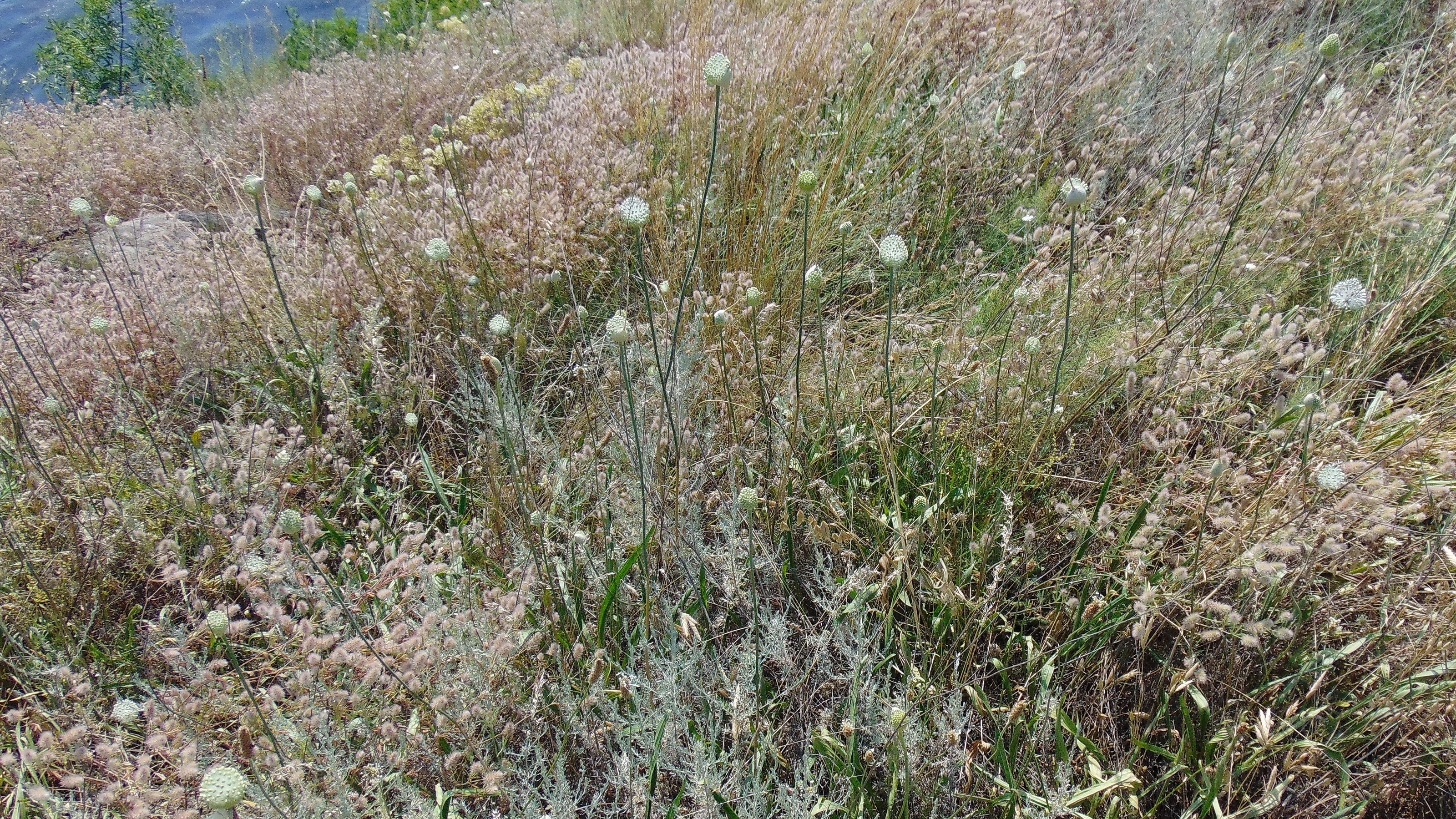
Ценопопуляція цибулі крапчастої. Запорізьке Правобережжя

Часник крапчастий — цибулинний вегетативномалорухливий геофіт, за сезонним життєвим циклом належить до літньоквітучих ефемероїдів.
Рослина світлолюбна (геліофіт), відносно маловимоглива до температурних умов (мезотерм), умов зволоження (мезоксерофіт) і плодючості ґрунтів (олігомезотроф, кальцієфіт). 
За загальними (ценотичними) адаптаціями належить до рослин, пов'язаних переважно із кам'янистими (петрофіт) і піщаними (псамостепант) ландшафтами. У межах ареалу та в Україні зростає в степах, на кам'янистих місцях, пісках, черепашниках у літоральній смузі.
В умовах Запорізької області зустрічається переважно: 1) уздовж скелястого узбережжя Днпра та його приток — на кам'янистих місцях (петрофітний степ, петрофітна комплексна рослинність) і прилеглих прирічкових пісках (псамофітний степ); 2) у Приазов'ї — на приморських черепашниках і пісках. 
Локальні популяції, як правило, нечисленні, розріджені (максимальна щільність досягає 12 особин на 1 кв. м). 

## Охорона
В Україні вид перебуває під охороною — його занесено до переліків регіонально рідкісних рослин Дніпропетровської, Донецької, Запорізької та Одеської областей.
Природні популяції виду скорочуються головним чином через руйнування місць зростання, надмірну рекреацію і збирання квітів на букети.
У Донецькій області охороняється в національному природному парку «Меотида», пам'ятках природи «Новокатеринінське відслонення» і «Крива коса».
У Запорізькій області охороняється в Національному заповіднику «Хортиця» і Приазовському національному природному парку. 

## Галерея
Запорізька область. Острів Хортиця

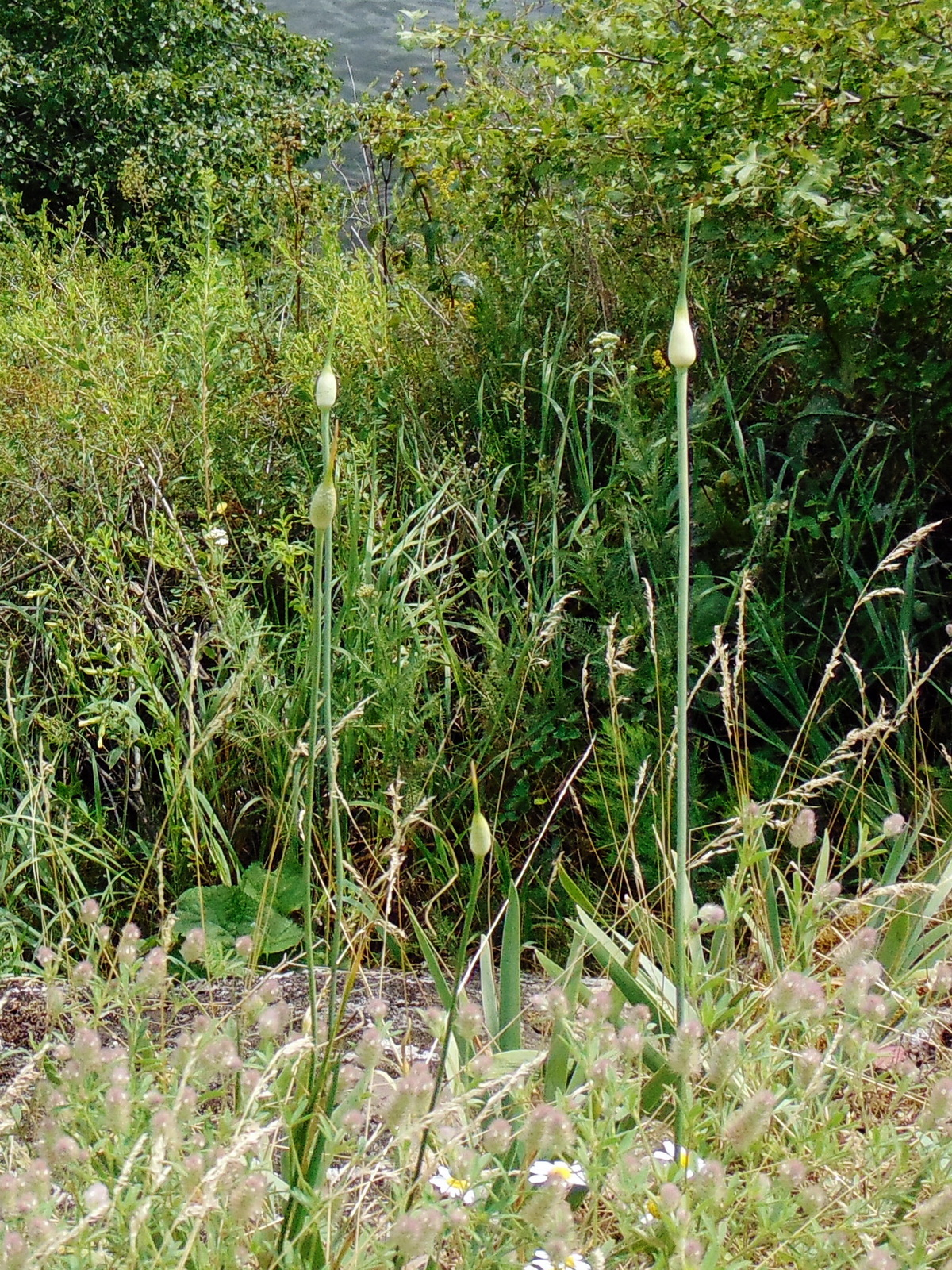
Початок цвітіння
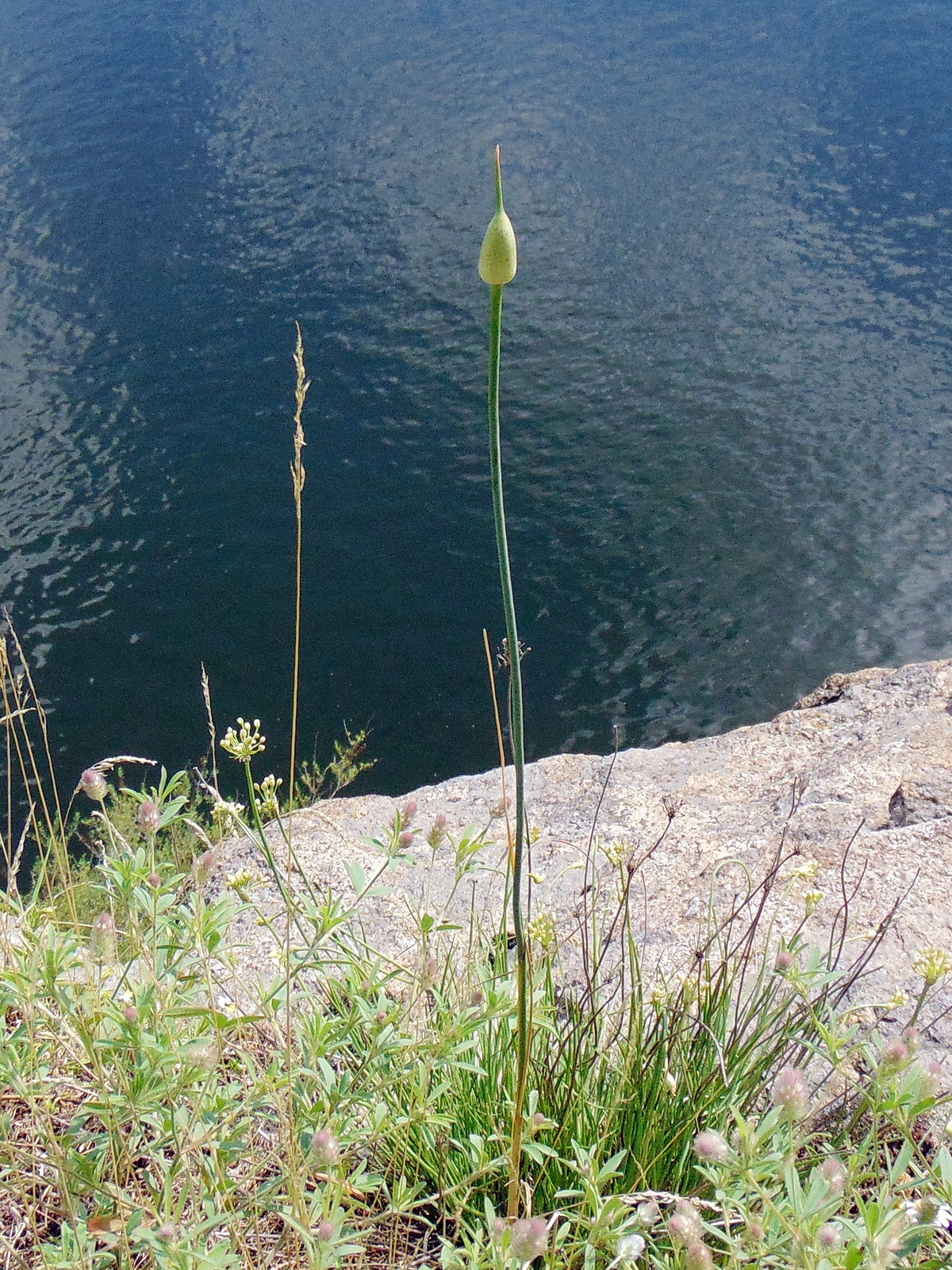
У районі Чорної скелі.
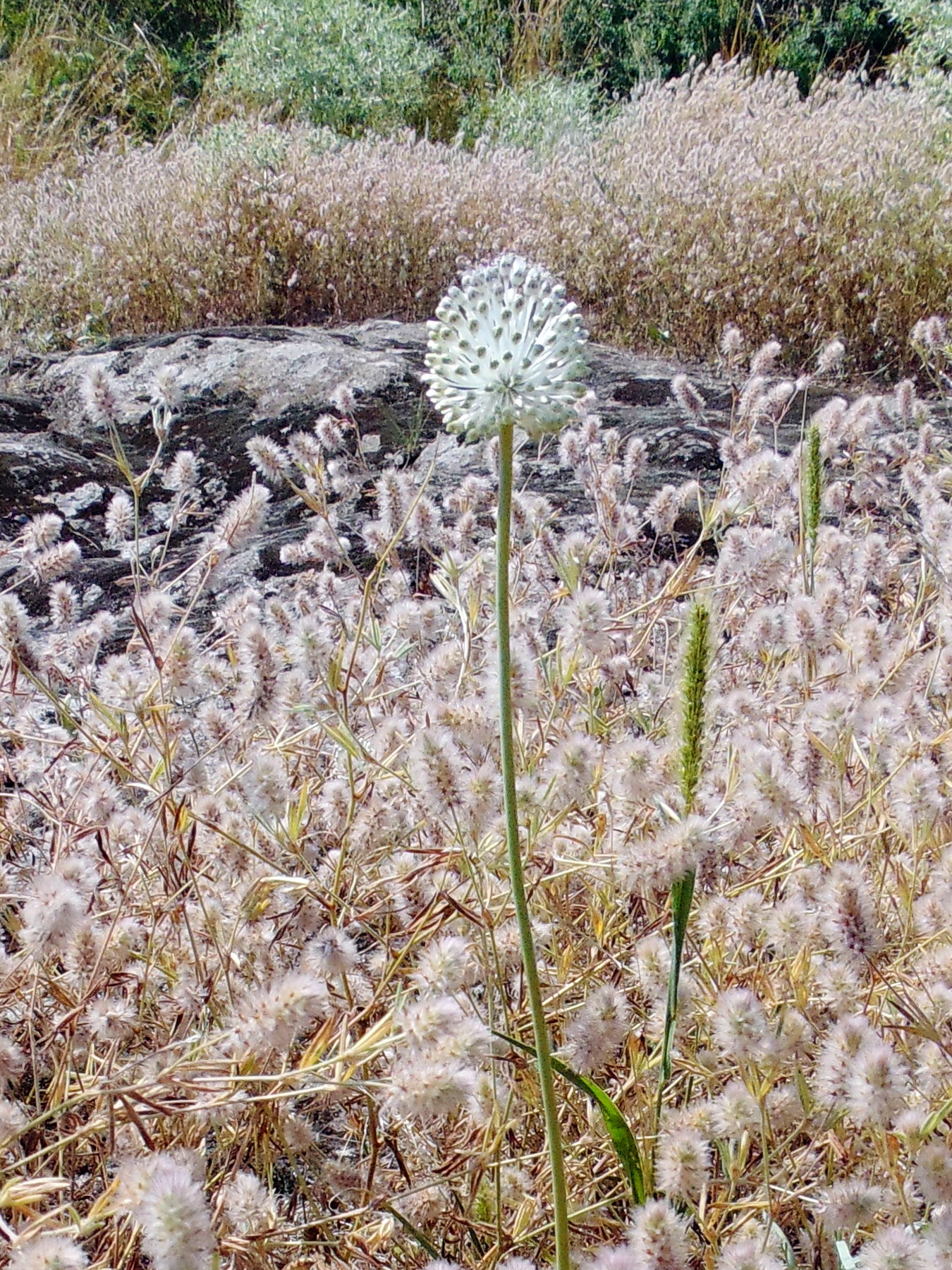
Серед петрофітної комплексної рослинності
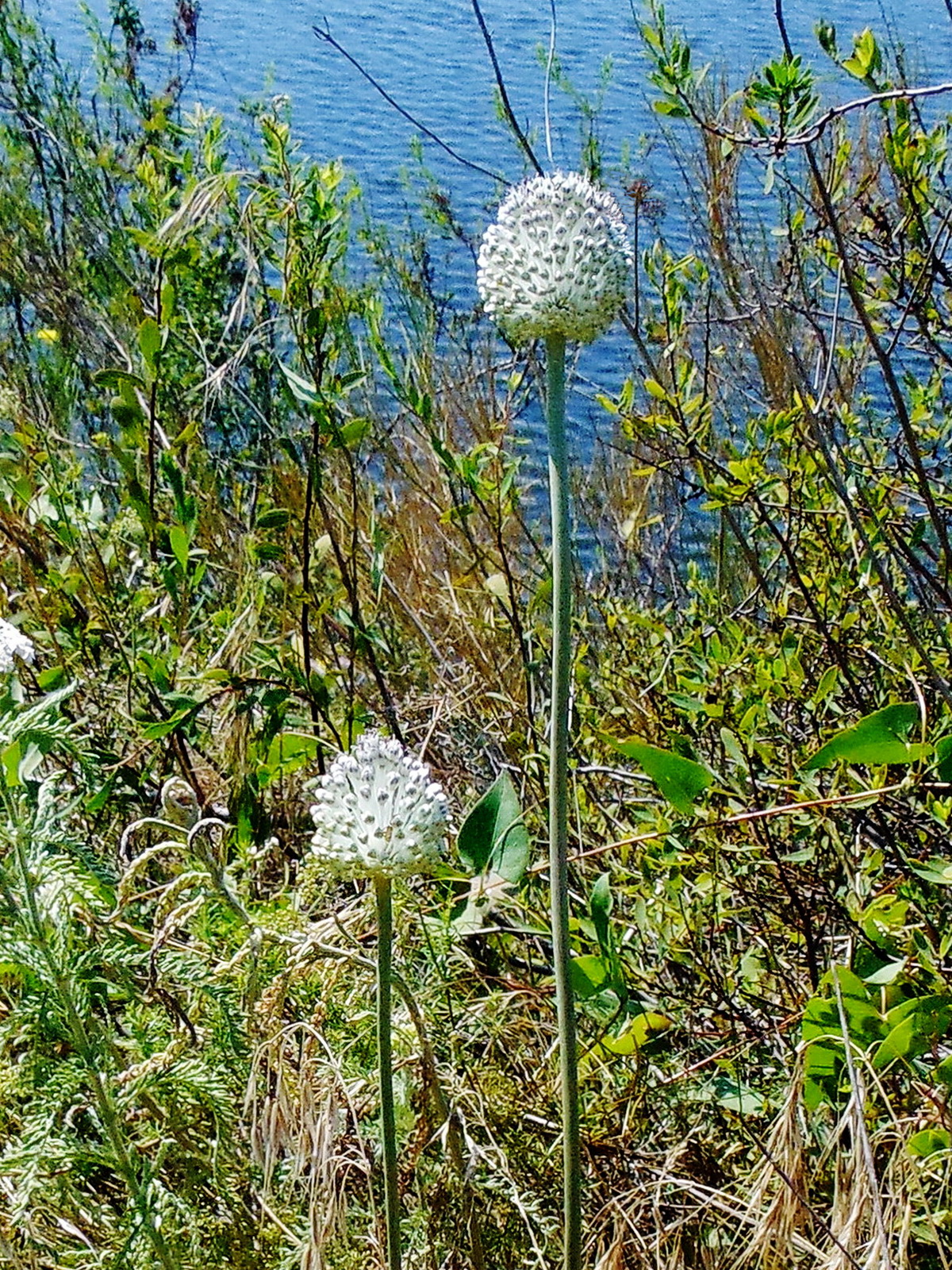
У наскельних чагарниках
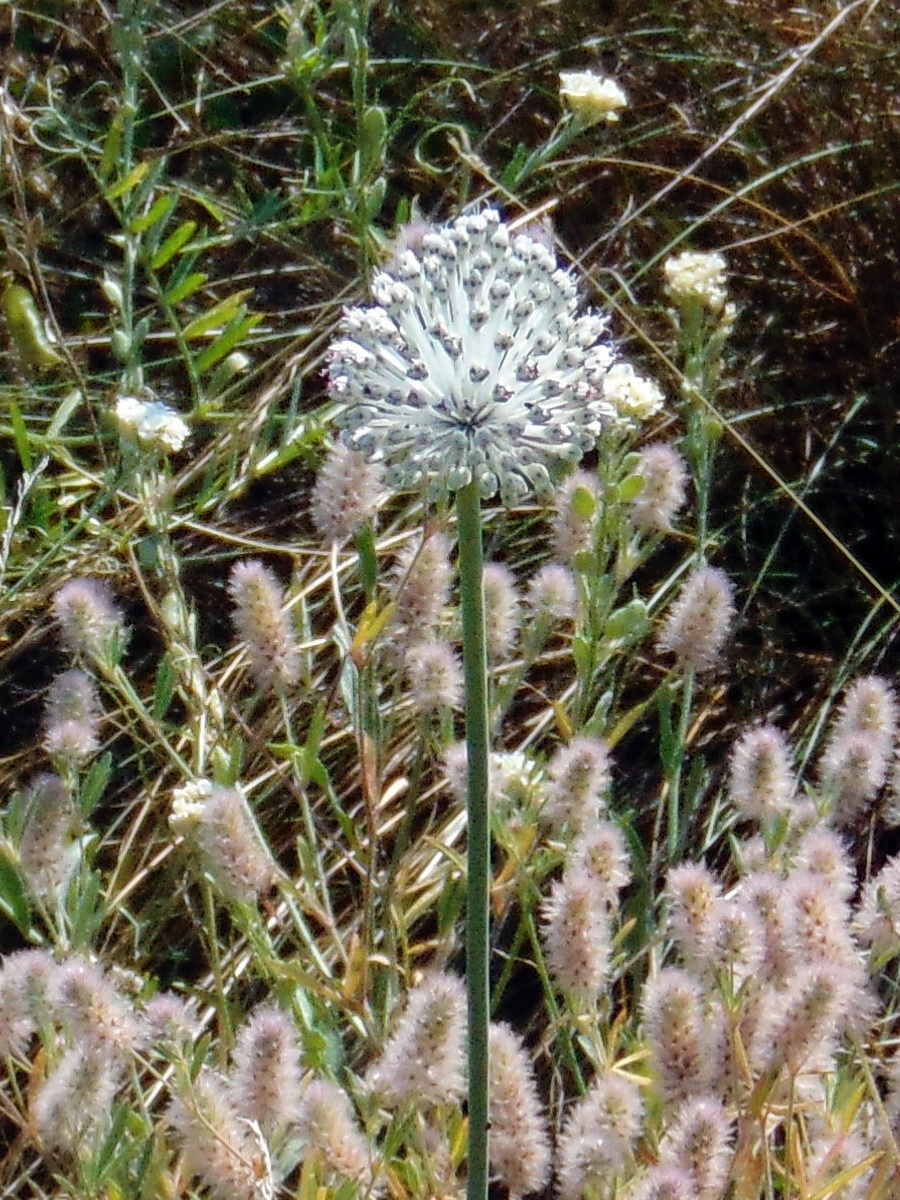
У петрофітному степу
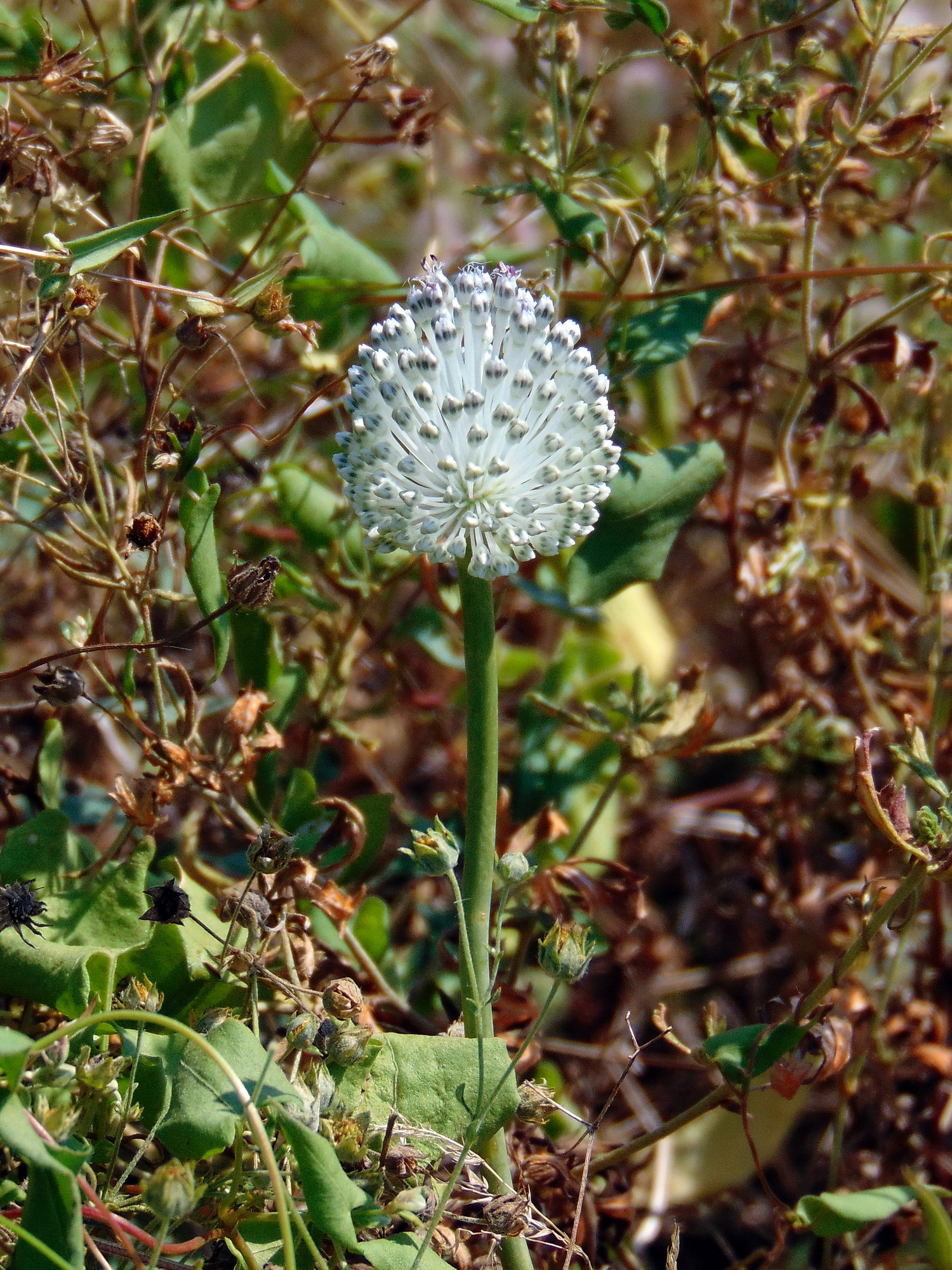
Під час масового цвітіння

Запорізьке Правобережжя 

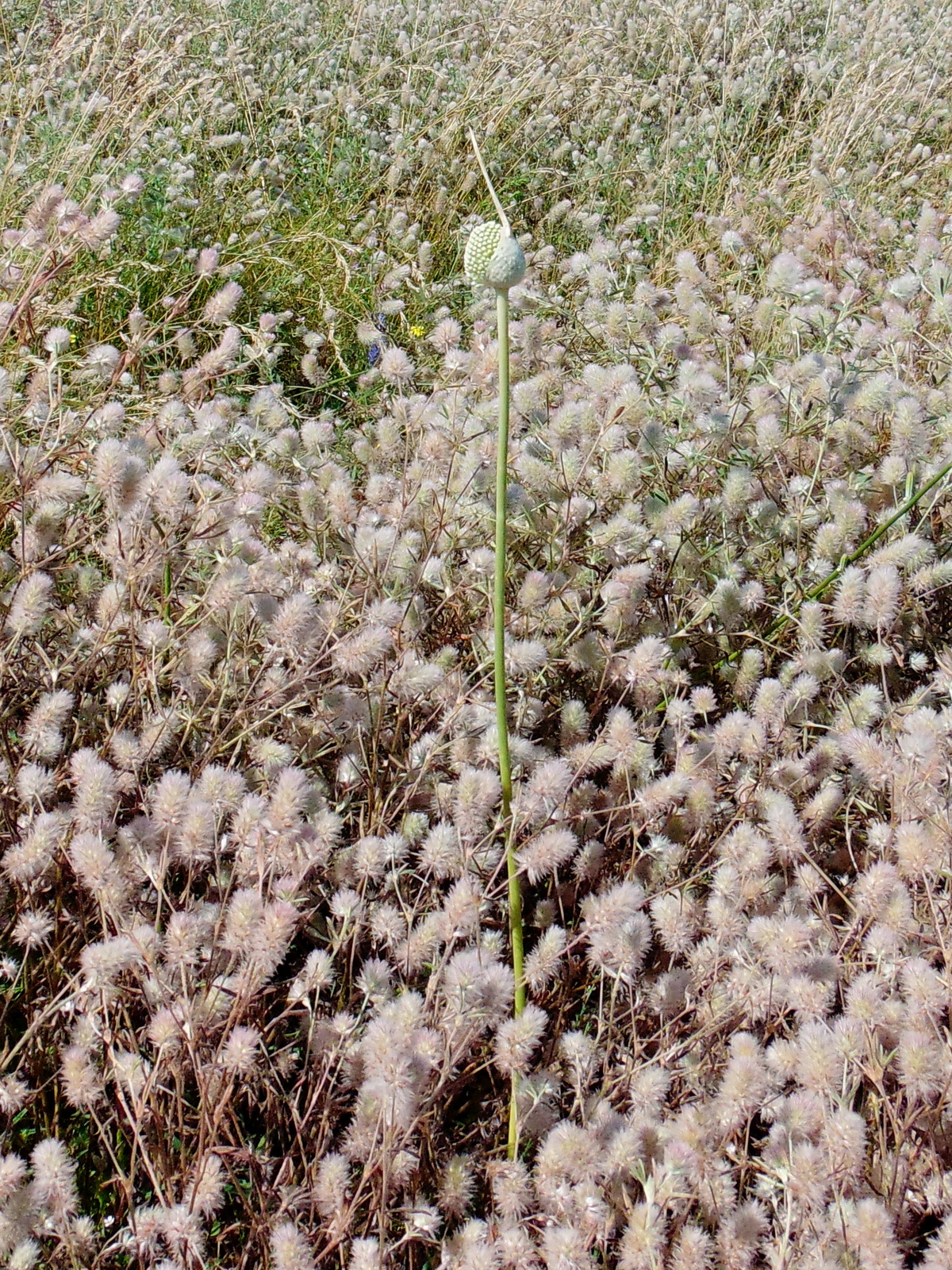
У долині р. Верхня Хортиця
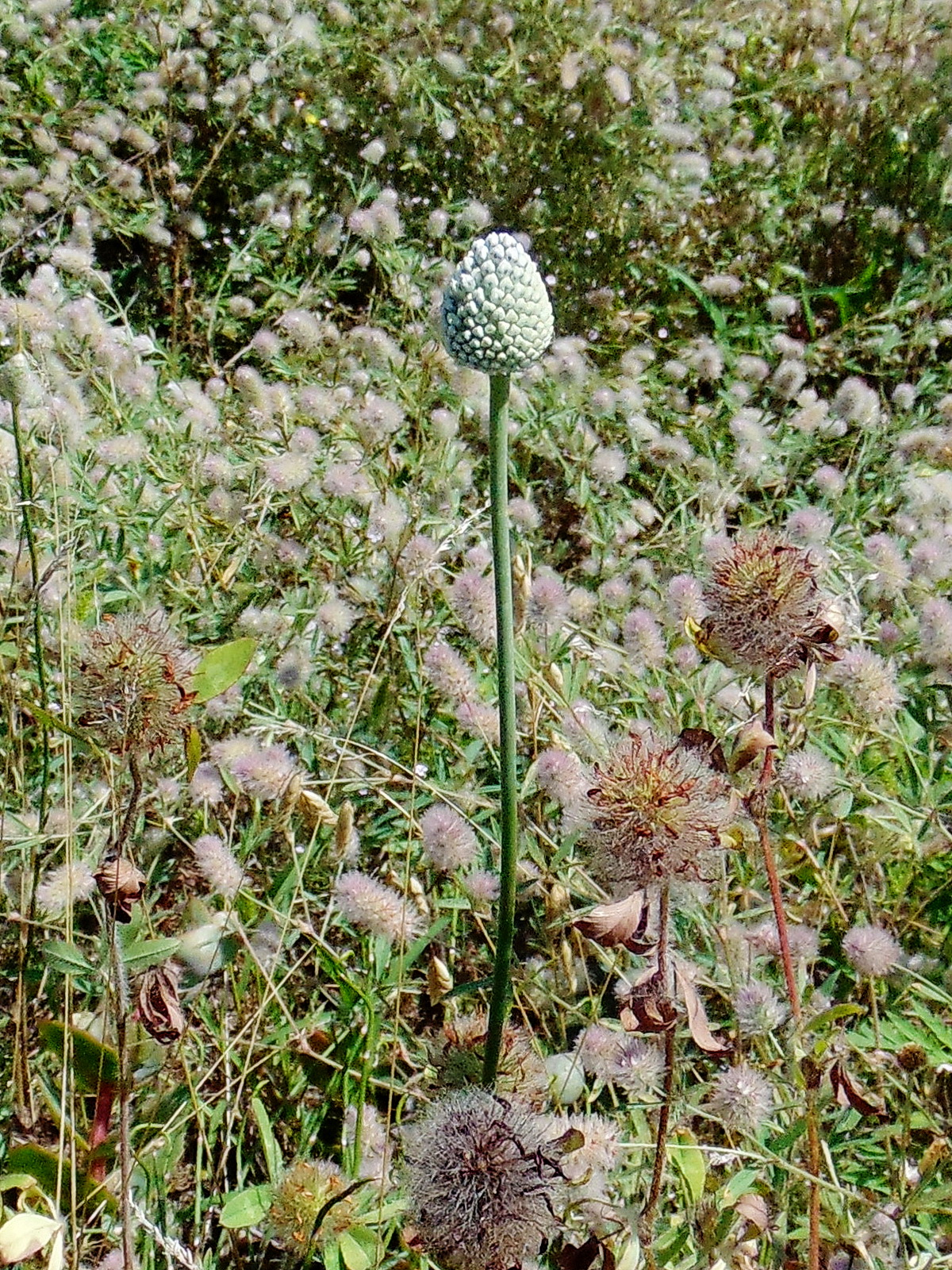
Початок цвітіння
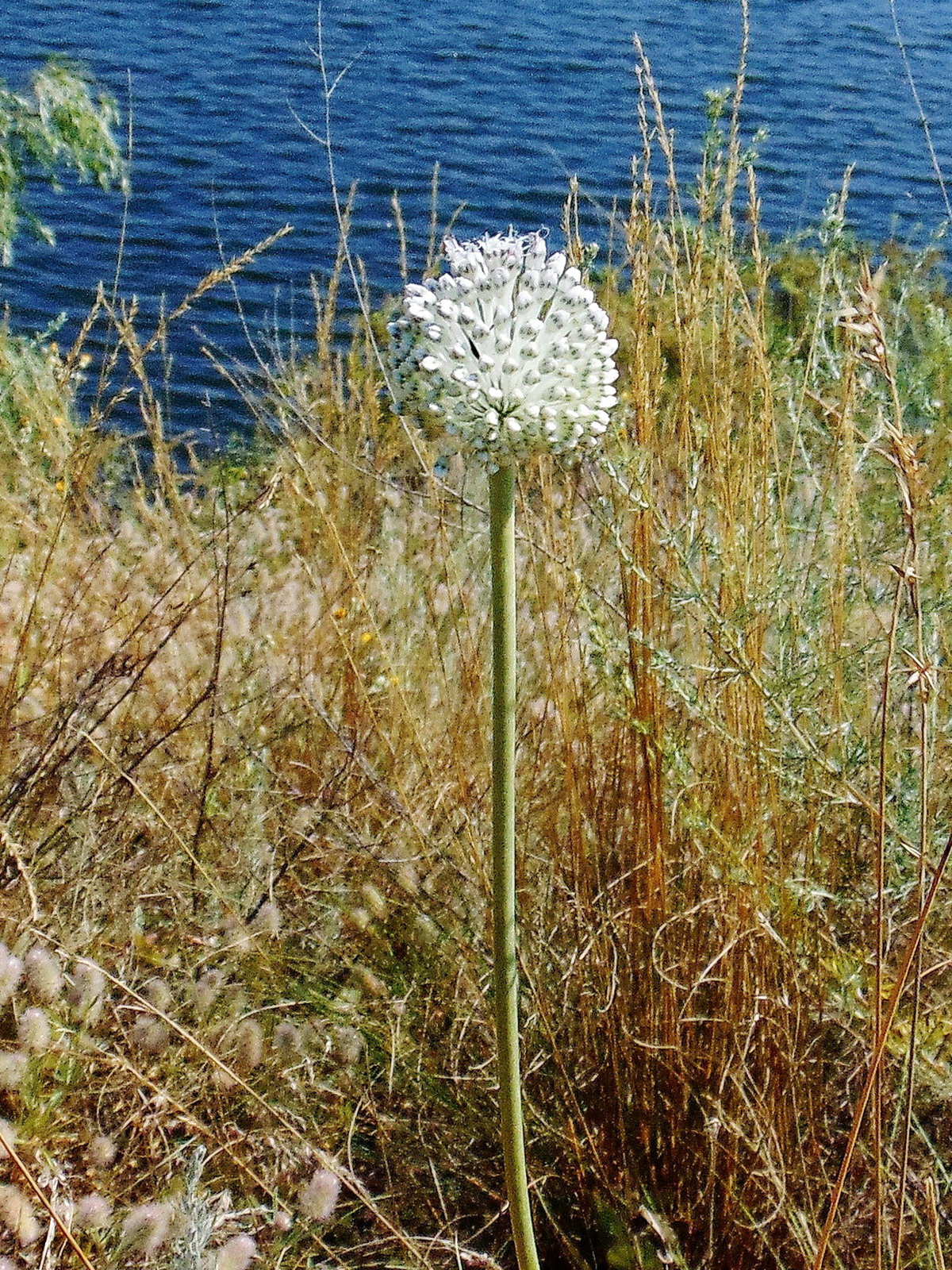
Серед петрофітного степу
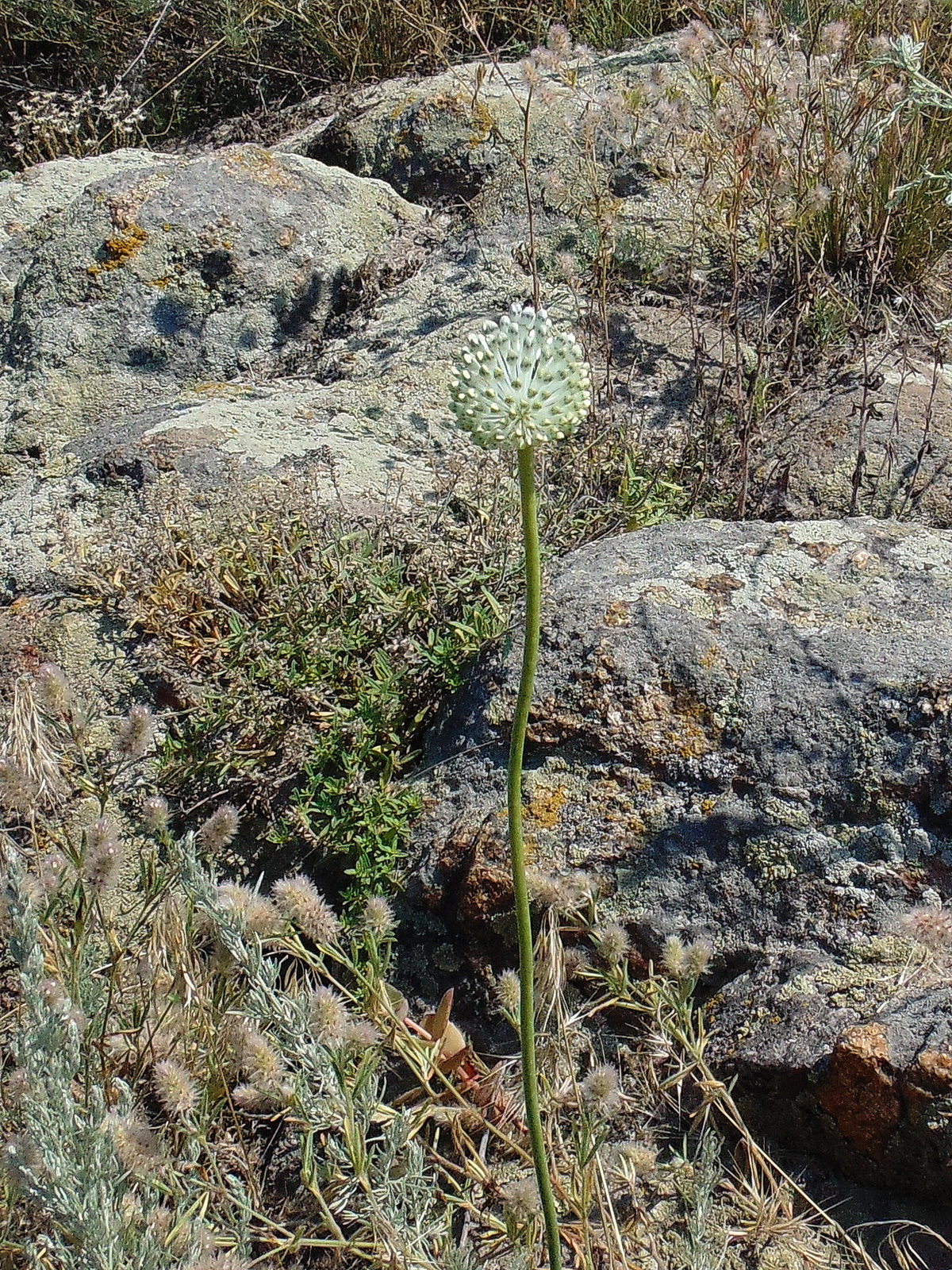
На гранітних відслоненнях
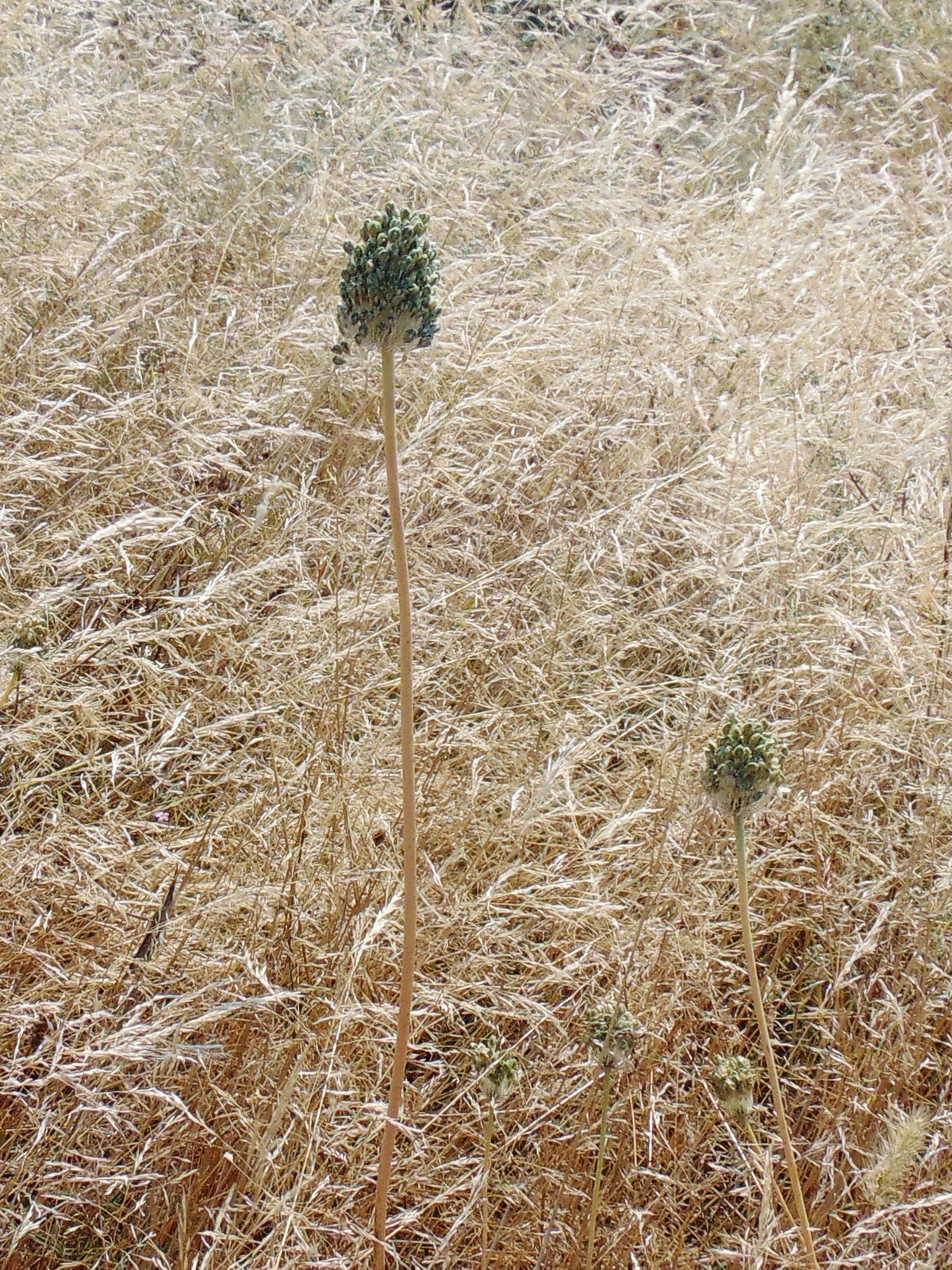
Серед псамофітного степу
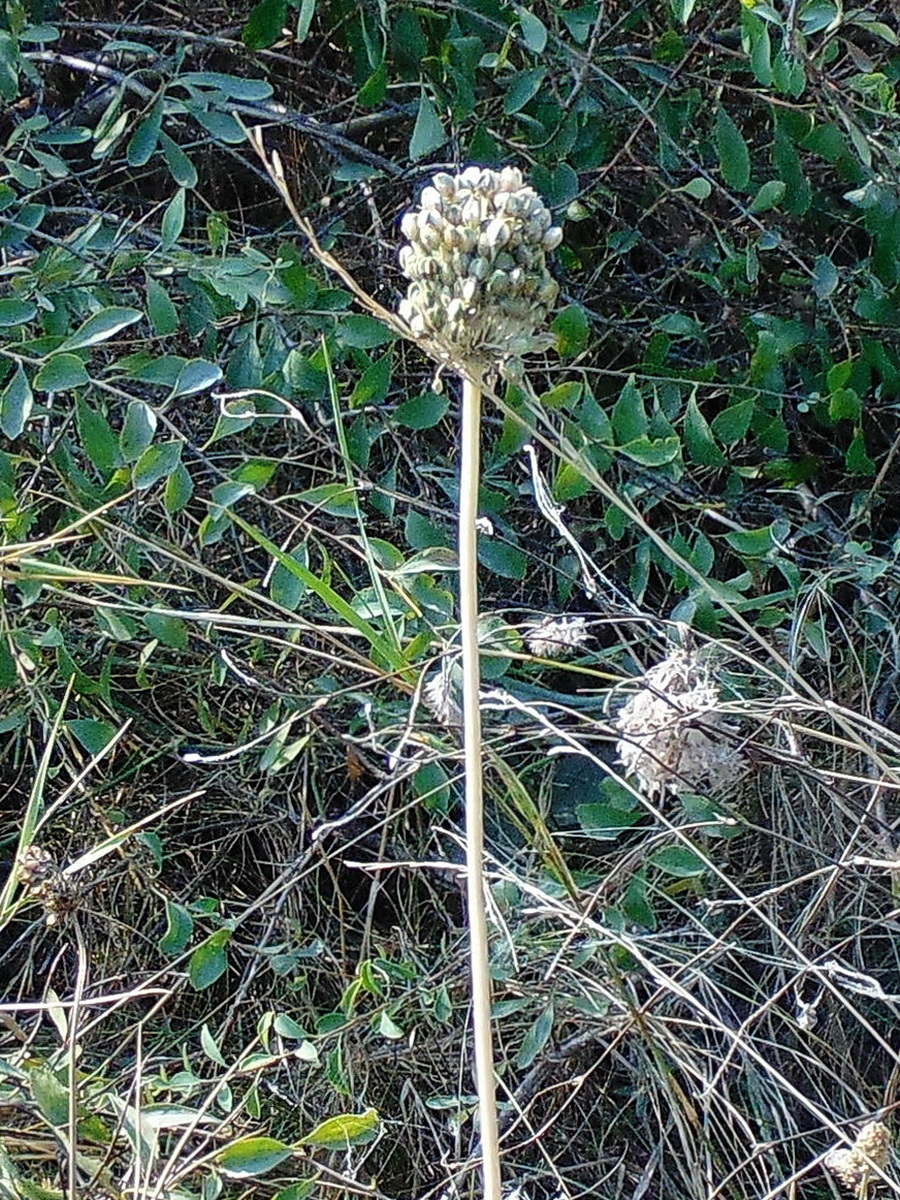
На стадії плодоношення